# Trouble (album Natalii Kills)
Trouble – drugi studyjny album brytyjskiej wokalistki Natalii Kills.
Album powstawał w studiach nagrań w Nowym Jorku i Los Angeles, a za produkcję odpowiedzialni są Jeff Bhasker oraz Emile Haynie.
Trouble jest jak kartka z pamiętnika młodej dziewczyny. Natalia Kills tak mówi o swojej płycie: „Większość moich piosenek powstaje ze wspomnień, których przez długi czas nie mogłam wymazać z pamięci, aż w końcu nadchodzi moment, w którym jestem gotowa żeby je skonfrontować z rzeczywistością”.

## Lista utworów
1. Television – 5:54
2. Problem – 3:43
3. Stop Me – 3:45
4. Boys Don't Cry – 3:36
5. Daddy's Girl – 3:33
6. Saturday Night – 4:46
7. Devils Don't Fly – 4:37
8. Outta Time – 3:42
9. Controversy – 4:51
10. Rabbit Hole – 3:14
11. Watching You – 3:49
12. Marlboro Lights – 4:05
13. Trouble – 4:19